# Cnemaspis
Genre
Synonymes
- Ancylodactylus Müller, 1907

Cnemaspis est un genre de geckos de la famille des Gekkonidae.

## Répartition
Les plus de 220 espèces de ce genre se rencontrent en grande majorité en Asie du Sud, et Asie du Sud-Est, une douzaine d'espèces vivent également en Afrique subsaharienne.

## Description
Ce sont des geckos relativement petits, à pupille ronde et donc principalement diurnes vivant dans des milieux plutôt boisés.

## Étymologie
Cnemaspis signifie "mollet-bouclier", du grec ancien Cnem- "κνήμη" (knếmê) voulant dire "mollet, tibia" et -aspis "ἀσπίς" (aspís) voulant dire "bouclier".

## Liste des espèces
Selon The Reptile Database (24 janvier 2025) :
- Cnemaspis aaronbaueri Sayyed et al., 2019[3]
- Cnemaspis aceh Iskandar et al., 2017[4]
- Cnemaspis adangrawi Ampai et al., 2019[5]
- Cnemaspis adii Srinivasulu et al., 2015
- Cnemaspis agamalaiensis Khandekar et al., 2024[6]
- Cnemaspis affinis (Stoliczka, 1870)
- Cnemaspis africana (Werner, 1896)
- Cnemaspis agarwali Khandekar, 2019[7]
- Cnemaspis agayagangai Agarwal et al., 2022[8]
- Cnemaspis ajijae Sayyed et al., 2018[9]
- Cnemaspis alantika Bauer et al., 2006
- Cnemaspis alwisi Mendis Wickramasinghe & Munindradasa, 2007
- Cnemaspis amba Khandekar et al., 2019[10]
- Cnemaspis amboliensis Sayyed et al., 2018[9]
- Cnemaspis amith Manamendra-Arachchi et al., 2007
- Cnemaspis anaimalaiensis Khandekar et al., 2024[6]
- Cnemaspis anamudiensis Cyriac et al., 2018[11]
- Cnemaspis anandani Murthy et al., 2019[12]
- Cnemaspis andalas Iskandar et al., 2017[4]
- Cnemaspis andersonii (Annandale, 1905)
- Cnemaspis anslemi Karunarathna & Ukuwela, 2019[13]
- Cnemaspis anuradhae Khandekar et al., 2024[6]
- Cnemaspis argus Dring, 1979
- Cnemaspis assamensis Das & Sengupta, 2000
- Cnemaspis aurantiacopes Grismer & Ngo, 2007
- Cnemaspis auriventralis Rujirawan et al., 2022[14]
- Cnemaspis australis Manamendra-Arachchi et al., 2007
- Cnemaspis avasabinae Agarwal et al., 2020[15]
- Cnemaspis azhagu Khandekar et al., 2022[16]
- Cnemaspis balerion Pal et al., 2021[17]
- Cnemaspis bangara Agarwal et al., 2020[18]
- Cnemaspis barbouri Perret, 1986
- Cnemaspis barkiensis Khandekar et al., 2024[19]
- Cnemaspis basalticola Khandekar et al., 2024[20]
- Cnemaspis baueri Das & Grismer, 2003
- Cnemaspis bayuensis Grismer et al., 2008
- Cnemaspis beddomei (Theobald, 1876)
- Cnemaspis bidongensis Grismer et al., 2014
- Cnemaspis biocellata Grismer et al., 2008
- Cnemaspis boiei (Gray, 1842)
- Cnemaspis boulengeri Strauch, 1887
- Cnemaspis butewai Karunarathna et al., 2019[21]
- Cnemaspis caudanivea Grismer & Ngo, 2007
- Cnemaspis cavernicola Khandekar et al., 2023[22]
- Cnemaspis chanardi Grismer et al., 2010
- Cnemaspis chandoliensis Khandekar et al., 2024[19]
- Cnemaspis chanthaburiensis Bauer & Das, 1998
- Cnemaspis chengodumalaensis Cyriac et al., 2020[23]
- Cnemaspis dezwaani Das, 2005
- Cnemaspis dickersonae (Schmidt, 1919)
- Cnemaspis dilepis Perret, 1963
- Cnemaspis dissanayakai Karunarathna et al. in Karunarathna et al., 2019[24]
- Cnemaspis dringi Das & Bauer, 1998
- Cnemaspis elgonensis Loveridge, 1936
- Cnemaspis fantastica Agarwal et al., 2022[8]
- Cnemaspis flavigaster Onn & Grismer, 2008
- Cnemaspis flavigularis Pal et al., 2021[17]
- Cnemaspis flaviventralis Sayyed et al., 2016[25]
- Cnemaspis flavolineata (Nicholls, 1949)
- Cnemaspis fortis Sayyed, 2023[26]
- Cnemaspis galaxia Pal et al., 2021[17]
- Cnemaspis ganeshaiahi Narayanan et al., 2023[27]
- Cnemaspis geethaiyerae Agarwal et al., 2024[28]
- Cnemaspis gemunu Bauer et al., 2007
- Cnemaspis gigas Perret, 1986
- Cnemaspis girii Mirza et al., 2014
- Cnemaspis goaensis Sharma, 1976
- Cnemaspis godagedarai De Silva et al., 2019[29]
- Cnemaspis gotaimbarai Karunarathna et al., 2019[21]
- Cnemaspis gracilis (Beddome, 1870)
- Cnemaspis graniticola Agarwal et al., 2020[18]
- Cnemaspis grismeri Wood et al., 2013
- Cnemaspis gunasekarai Amarasinghe et al., 2021[30]
- Cnemaspis gunawardanai Amarasinghe et al., 2021[30]
- Cnemaspis hangus Grismer et al., 2014
- Cnemaspis harimau Chan et al., 2010
- Cnemaspis heteropholis Bauer, 2002
- Cnemaspis hitihamii Karunarathna et al., 2019[21]
- Cnemaspis huaseesom Grismer et al., 2010
- Cnemaspis indica Gray, 1846
- Cnemaspis ingerorum Batuwita et al., 2019[31]
- Cnemaspis jackieii Pal et al., 2021[17]
- Cnemaspis jacobsoni Das, 2005
- Cnemaspis jayaweerai Karunarathna et al., 2023[32]
- Cnemaspis jerdonii (Theobald, 1868)
- Cnemaspis kalakadensis Khandekar et al., 2022[16]
- Cnemaspis kallima Manamendra-Arachchi et al., 2007
- Cnemaspis kalsubaiensis Khandekar et al., 2024[20]
- Cnemaspis kamolnorranathi Grismer et al., 2010
- Cnemaspis kandambyi Batuwita & Udugampala, 2017[33]
- Cnemaspis kandiana (Kelaart, 1852)
- Cnemaspis kanyakumariensis Agarwal et al., 2024[28]
- Cnemaspis karsticola Grismer et al., 2008
- Cnemaspis kawminiae Karunarathna et al. in Karunarathna et al., 2019[34]
- Cnemaspis kendallii (Gray, 1845)
- Cnemaspis kivulegedarai Karunarathna et al., 2019[21]
- Cnemaspis koehleri Mertens, 1937
- Cnemaspis kohukumburai Karunarathna et al., 2019[21]
- Cnemaspis kolhapurensis Giri et al., 2009
- Cnemaspis kotagamai Karunarathna et al. in Karunarathna et al., 2019[35]
- Cnemaspis kottiyoorensis Cyriac & Umesh, 2014
- Cnemaspis koynaensis Khandekar et al., 2019[10]
- Cnemaspis krishnagiriensis Agarwal et al., 2021[36]
- Cnemaspis kumarasinghei Mendis Wickramasinghe & Munindradasa, 2007
- Cnemaspis kumpoli Taylor, 1963
- Cnemaspis lagang Nashriq et al., 2022[37]
- Cnemaspis laoensis Grismer, 2010
- Cnemaspis latha Manamendra-Arachchi et al., 2007
- Cnemaspis leucura Kurita et al., 2017[38]
- Cnemaspis limayei Sayyed et al., 2018[9]
- Cnemaspis limi Das & Grismer, 2003
- Cnemaspis lineatubercularis Ampai et al., 2020[39]
- Cnemaspis lineogularis Wood et al., 2017[40]
- Cnemaspis lithophilis Pal et al., 2021[17]
- Cnemaspis littoralis (Jerdon, 1853)
- Cnemaspis lokugei Karunarathna et al., 2021[41]
- Cnemaspis maculicollis Cyriac et al., 2018[11]
- Cnemaspis magnifica Khandekar et al., 2020[42]
- Cnemaspis mahabali Sayyed et al., 2018[9]
- Cnemaspis maharashtraensis Khandekar et al., 2024[19]
- Cnemaspis mahsuriae Grismer et al., 2015
- Cnemaspis manoae Amarasinghe & Karunarathna, 2020[43]
- Cnemaspis matahari Nashriq et al., 2022[37]
- Cnemaspis mcguirei Grismer et al., 2008
- Cnemaspis menikay Manamendra-Arachchi et al., 2007
- Cnemaspis minang Iskandar et al., 2017[4]
- Cnemaspis modiglianii Das, 2005
- Cnemaspis molligodai Mendis Wickramasinghe & Munindradasa, 2007
- Cnemaspis monachorum Grismer et al., 2009
- Cnemaspis monticola Manamendra-Arachchi et al., 2007
- Cnemaspis mumpuniae Grismer et al., 2014
- Cnemaspis mundanthuraiensis Khandekar et al., 2022[16]
- Cnemaspis muria Riyanto et al., 2019[44]
- Cnemaspis mysoriensis (Jerdon, 1853)
- Cnemaspis nairi Inger et al., 1984
- Cnemaspis nanayakkarai Karunarathna et al., 2023[32]
- Cnemaspis nandimithrai Karunarathna et al., 2019[21]
- Cnemaspis narathiwatensis Grismer et al., 2010
- Cnemaspis neangthyi Grismer et al., 2010
- Cnemaspis nicobaricus Chandramouli, 2020[45]
- Cnemaspis nigridia (Smith, 1925)
- Cnemaspis nigriventris Pal et al., 2021[17]
- Cnemaspis nilagirica Manamendra-Arachchi et al., 2007
- Cnemaspis nilgala Karunarathna et al., 2019[46]
- Cnemaspis nimbus Pal et al., 2021[17]
- Cnemaspis niyomwanae Grismer et al., 2010
- Cnemaspis nuicamensis Grismer & Ngo, 2007
- Cnemaspis occidentalis Angel, 1943
- Cnemaspis omari Grismer et al., 2014
- Cnemaspis ornata (Beddome, 1870)
- Cnemaspis otai Das & Bauer, 2000
- Cnemaspis pachaimalaiensis Agarwal et al., 2022[8]
- Cnemaspis pagai Iskandar et al., 2017[4]
- Cnemaspis pakkamalaiensis Khandekar et al., 2023[22]
- Cnemaspis palakkadensis Sayyed et al., 2020[47]
- Cnemaspis palanica Pal et al., 2021[17]
- Cnemaspis paripari Grismer & Onn, 2009
- Cnemaspis pava Manamendra-Arachchi et al., 2007
- Cnemaspis pemanggilensis Grismer & Das, 2006
- Cnemaspis peninsularis Grismer et al., 2014
- Cnemaspis perhentianensis Grismer & Chan, 2008
- Cnemaspis persephone Khandekar et al., 2024[48]
- Cnemaspis petrodroma Perret, 1986
- Cnemaspis phangngaensis Wood et al., 2017[40]
- Cnemaspis phillipsi Manamendra-Arachchi et al., 2007
- Cnemaspis phuketensis Das & Leong, 2004
- Cnemaspis podihuna Deraniyagala, 1944
- Cnemaspis pseudomcguirei Grismer et al., 2009
- Cnemaspis psychedelica Grismer et al., 2010
- Cnemaspis pulchra Manamendra-Arachchi et al., 2007
- Cnemaspis punctata Manamendra-Arachchi et al., 2007
- Cnemaspis punctatonuchalis Grismer et al., 2010
- Cnemaspis purnamai Riyanto et al., 2017[49]
- Cnemaspis puterisantubongae Kurita et al., 2024[50]
- Cnemaspis quattuorseriata (Sternfeld, 1912)
- Cnemaspis rajabasa Amarasinghe et al., 2015
- Cnemaspis rajakarunai Wickramasinghe et al., 2016[51]
- Cnemaspis rajgadensis Sayyed et al., 2021[52]
- Cnemaspis rammalensis Vidanapathriana et al., 2014
- Cnemaspis ranganaensis Sayyed & Sulakhe, 2020[53]
- Cnemaspis rashidi Sayyed et al., 2023[54]
- Cnemaspis regalis Pal et al., 2021[17]
- Cnemaspis reticulata Sayyed et al., 2023[55]
- Cnemaspis retigalensis Mendis Wickramasinghe & Munindradasa, 2007
- Cnemaspis rishivalleyensis Agarwal et al., 2020[56]
- Cnemaspis roticanai Grismer & Onn, 2010
- Cnemaspis rubraoculus Pal et al., 2021[17]
- Cnemaspis rudhira Agarwal et al., 2022[8]
- Cnemaspis sahyadriensis Khandekar et al., 2024[19]
- Cnemaspis sakleshpurensis Khandekar et al., 2022[57]
- Cnemaspis salimalii Agarwal et al., 2022[8]
- Cnemaspis samanalensis Mendis Wickramasinghe & Munindradasa, 2007
- Cnemaspis samui Ampai et al., 2022[58]
- Cnemaspis sanctus Khandekar et al., 2024[48]
- Cnemaspis sathuragiriensis Khandekar et al., 2024[59]
- Cnemaspis scalpensis (Ferguson, 1877)
- Cnemaspis schalleri Khandekar et al., 2021[60]
- Cnemaspis selamatkanmerapoh Grismer et al., 2013
- Cnemaspis selenolagus Grismer et al., 2020[61]
- Cnemaspis shahruli Grismer et al., 2010
- Cnemaspis shevaroyensis Khandekar et al., 2019[62]
- Cnemaspis siamensis (Smith, 1925)
- Cnemaspis silvula Manamendra-Arachchi et al., 2007
- Cnemaspis similan Ampai et al., 2022[58]
- Cnemaspis sirehensis Nashriq et al., 2022[37]
- Cnemaspis sisparensis (Theobald, 1876)
- Cnemaspis smaug Pal et al., 2021[17]
- Cnemaspis spinicollis (Müller, 1907)
- Cnemaspis stellapulvis Khandekar et al., 2020[63]
- Cnemaspis stongensis Grismer et al., 2014
- Cnemaspis sundagekko Grismer et al., 2014
- Cnemaspis sundainsula Grismer et al., 2014
- Cnemaspis sundara Sayyed et al., 2023[64]
- Cnemaspis tanintharyi Lee et al., 2019[65]
- Cnemaspis tapanuli Iskandar et al., 2017[4]
- Cnemaspis tarutaoensis Ampai et al., 2019[5]
- Cnemaspis temiah Grismer et al., 2014
- Cnemaspis tenkasiensis Khandekar et al., 2024[6]
- Cnemaspis thachanaensis Wood et al., 2017[40]
- Cnemaspis thackerayi Khandekar et al., 2019[62]
- Cnemaspis thayawthadangyi Lee et al., 2019[65]
- Cnemaspis tigris Khandekar et al., 2022[57]
- Cnemaspis trieda Sayyed et al., 2023[64]
- Cnemaspis tropidogaster (Boulenger, 1885)
- Cnemaspis tubaensis Quah et al., 2020[66]
- Cnemaspis tucdupensis Grismer & Ngo, 2007
- Cnemaspis umashaankeri Narayanan & Aravind, 2022[67]
- Cnemaspis upendrai Manamendra-Arachchi et al., 2007
- Cnemaspis uttaraghati Khandekar et al., 2021[68]
- Cnemaspis uzungwae Perret, 1986
- Cnemaspis valparaiensis Khandekar et al., 2024[6]
- Cnemaspis vandeventeri Grismer et al., 2010
- Cnemaspis vangoghi Khandekar et al., 2024[59]
- Cnemaspis vijayae Khandekar et al., 2022[57]
- Cnemaspis wallaceii Pal et al., 2021[17]
- Cnemaspis whittenorum Das, 2005
- Cnemaspis wicksi (Stoliczka, 1873)
- Cnemaspis wynadensis (Beddome, 1870)
- Cnemaspis yelagiriensis Agarwal et al., 2020[18]
- Cnemaspis yercaudensis Das & Bauer, 2000
- Cnemaspis zacharyi Cyriac et al., 2020[23]

## Publication originale
- Strauch, 1887 : Bemerkungen über die Geckoniden-Sammlung im zoologischen Museum der kaiserlichen Akademie der Wissenschaften zu St. Petersburg. Mémoires de l'Académie impériale des sciences de Saint-Pétersbourg, ser. 7, vol. 35, no 2, p. 1-72 (texte intégral).